# Gran Camafeo de Francia

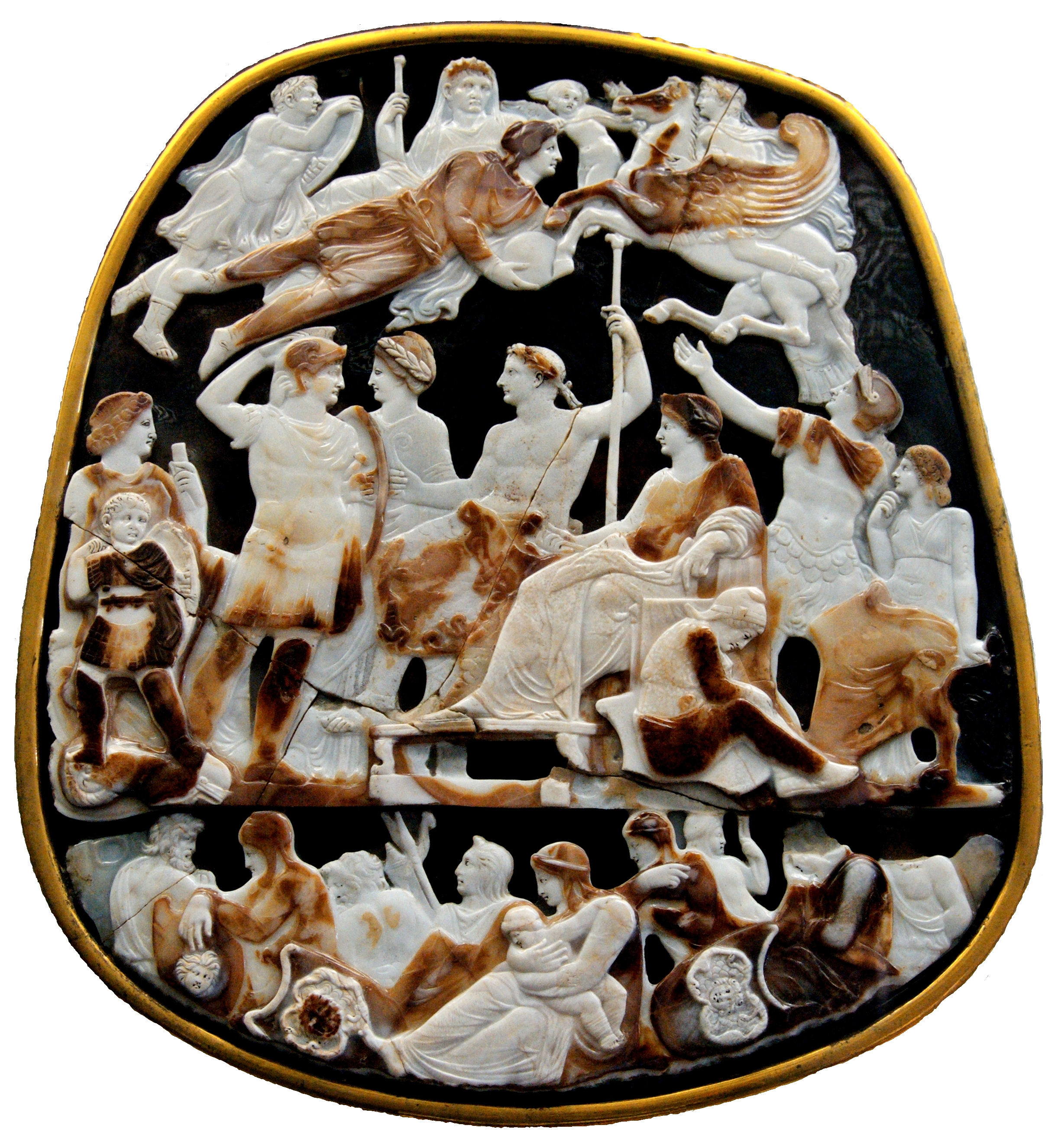
El Gran Camafeo de Francia.

El Gran Camafeo de Francia (en francés: Grand Camée de France) es un camafeo de ónice en cinco capas producido durante el siglo I d. C. en la Roma Imperial. Se barajan dos fechas para su creación: el 23 d. C., o entre 50–54 d. C. Mide 31 cm por 26.5 cm. Se alberga en la Biblioteca Nacional de París.
Es el camafeo imperial romano de mayor tamaño que ha sobrevivido hasta la actualidad. En su época, habría sido un objeto de gran valor y prestigio, casi con toda seguridad tallado para un miembro de la dinastía Julio-Claudia. El camafeo está tallado con 24 figuras divididas en tres niveles. La identidad de algunas de las figuras representadas, el significado y la intención iconográfica de la obra han sido muy debatidas, pero está claro que la pieza pretendía afirmar la continuidad y legitimidad dinástica julio-claudiana.

## Iconografía
El camafeo cuenta con tres niveles diferenciados. En el más bajo se muestran bárbaros y enemigos derrotados de Roma. En el nivel medio aparecen miembros vivos de la dinastía Julio-Claudia. En el nivel superior están sus miembros difuntos o deificados, incluyendo una representación del Divino Augusto vestido como pontífice máximo y sostenidos por una figura que debería ser Iulo, hijo de Eneas y sobrino de Venus, quién, según la leyenda, es el antepasado de la gens Julia. Las figuras detrás de Augusto deificado pueden ser Druso el Joven (Druso Julio César) (hijo de Tiberio), que murió en el año 23 d. C., y Druso el Mayor (Nerón Claudio Druso) (hermano de Tiberio) volando sobre un Pegaso tirado por un Cupido. La interpretación que data el camafeo al año 23 d. C. sostiene que la figura de Druso el Mayor representa a Germánico, hijo adoptivo de Tiberio y que había fallecido en Siria en el año 19 d. C.
La interpretación del grupo familiar cambia con la fecha dada a la gema. Según la interpretación que data el camafeo al año 50-54 d. C., en el nivel medio aparecería el emperador Tiberio sosteniendo un cetro y un lituus, y flanqueado por su madre Livia (sentada) y su esposa Julia Livila (en pie, frente a él). La composición recuerda a la tríada capitolina, con Júpiter en el centro entre Juno y Minerva. De pie frente a ellos estaría Germánico, el heredero designado de Tiberio, junto con su esposa Agripina la Mayor. Detrás de ellos están el futuro emperador Nerón y la figura de la Providencia. A la derecha, detrás de Livia y Tiberio están Claudio, emperador reinante si el camafeo se hizo en torno a 50–54 d. C., y su esposa Agripina la Menor. El estilo del peinado de Agripina la Menor parece confirmar una fecha para el camafeo entre su matrimonio con Claudio en 49 y el ascenso de su hijo Nerón como quinto emperador de Roma en 54.
Según la interpretación que data el camafeo al año 23 d. C., éste habría sido encargado para celebrar la adopción de Tiberio de sus nietos, los hijos de Germánico, como herederos en el 23 d. C., y celebrar la estabilidad dinástica que la adopción asegurable, comparable a la adopción anterior de Germánico por Tiberio en el 4 d. C., también mencionada en el camafeo y en la Gema Augusta. Frente a Tiberio, estaría representado Nerón César, el hijo mayor de Germánico y heredero designado de Tiberio. El niño vestido con uniforme militar sería el futuro emperador Calígula, junto a su madre Claudia Livila, hija de Germánico. Detrás de Tiberio y de Livia estarían Druso César, el segundo hijo de Germánico, y su madre Agripina la Mayor quien, junto con su hijo, mira en dirección a la apoteosis de Germánico hacia su antepasado Augusto. 
La figura reclinada a los pies del trono de Tiberio representa a un parto, enemigo de Roma. Las figuras en el nivel inferior representan a diversos bárbaros (germanos, celtas, orientales) derrotados por Roma. 

## Historia
Previa a su aparición en Francia en el siglo XIII, se desconoce la historia del camafeo, aunque se supone que habría pasado de emperador a emperador como parte de las enseñas imperiales de Roma, hasta ser albergado por los emperadores bizantinos. El camafeo llegó a Francia desde el tesoro del Imperio Bizantino, cuando fue vendido por Balduino II de Constantinopla, emperador del Imperio latino, a Luis IX de Francia. El camafeo aparece en la lista de inventario 1279 de la Sainte-Chapelle en París, donde se lo menciona como una representación del triunfo de José en la corte del Faraón. Felipe VI de Francia lo envió consecutivamente al papa Clemente VI en Aviñón en 1342 o 1343, posiblemente como garantía de apoyo financiero. En 1363, el Papa Clemente VII lo devolvió al Delfín de Francia, el posterior Carlos V de Francia. El camafeo fue llevado a Saint-Chapelle en 1379.
El anticuario Nicolas-Claude Fabri de Peiresc, que vio la gema en 1620, fue el primero en darse cuenta de que la gema mostraba un grupo julio-claudio.
Luis XVI de Francia reclamó el camafeo en 1792 y lo llevó al Cabinet des Médailles para protegerlo de los revolucionarios franceses. Fue robado brevemente en 1804 pero se recuperó en Ámsterdam en 1805 sin su marco dorado original, que fue reemplazado por uno de bronce que a su vez se perdió hasta 1912.